# Crocidura caudicrassa
Crocidura caudicrassa — вид ссавців із родини Soricidae. Зустрічається в Індонезії. Це ендемік індонезійського острова Сулавесі, де він мешкає на висоті від 2120 до 2600 м над рівнем моря. Має коричневе хутро. Видова назва, caudicrassa, на латині означає «товстий хвіст»..